# 施隆壮
施隆壮（1950年1月—），男，浙江人，中华人民共和国外交官，曾任中华人民共和国驻萨摩亚独立国特命全权大使和中华人民共和国驻摩尔多瓦共和国特命全权大使。

## 生平
1975年，进入中华人民共和国外交部工作，先后在驻美国联络处、驻美国大使馆、外交部美洲大洋洲司、外交部办公厅、驻加拿大大使馆、外交部北美大洋洲司任职。1997年，任驻巴布亚新几内亚大使馆参赞。2000年，任驻悉尼总领事馆副总领事。2002年，任外交部北美大洋洲司参赞。2006年4月，出任中华人民共和国驻萨摩亚大使。2008年8月，出任中华人民共和国驻摩尔多瓦大使。2010年7月，自驻摩尔多瓦大使离任。